# Joseph Grabarz
Joseph Grabarz là một cựu chính khách người Mỹ, từng phục vụ tại Hạ viện Connecticut từ năm 1989 đến năm 1993. Ông được chú ý nhất vì là nhà lập pháp tiểu bang đầu tiên của Connecticut từng là người đồng tính
Trước khi đắc cử vào cơ quan lập pháp, Grabarz từng làm trợ lý trong văn phòng của thị trưởng Bridgeport Thomas W. Bucci. Ông đã giành được giải thưởng Dân chủ năm 1988 qua Mario Testa, anh em họ của Bucci, và đã giành chiến thắng trong bầu cử vào tháng 11.
Vào ngày 17 tháng 12 năm 1990, Grabarz công khai đồng tính tại một cuộc họp báo. Ông đã ra ngoài cuộc sống cá nhân được một vài năm, nhưng nhận ra rằng ngay cả một số đồng nghiệp của ông trong cơ quan lập pháp cũng không biết rằng ông là người đồng tính sau khi một nhà lập pháp Cộng hòa đặt câu hỏi về sự cần thiết của một dự luật về quyền của người đồng tính với lý do rằng ông chưa bao giờ gặp một người đồng tính. Sau bài phát biểu của mình, trong khi ôm và cảm ơn những người chúc mừng đã tham dự sự kiện, ông đã trao một nụ hôn cho người bạn Greg Campora, và một bức ảnh về nụ hôn đó kèm theo hầu hết các phương tiện truyền thông đưa tin về thông báo của ông. Mặc dù ông đã nhận được một số phản ứng tiêu cực, việc ông xuất hiện được cho là đã giúp bảo đảm thông qua dự luật phân biệt đối xử ngoài vòng pháp luật trên cơ sở xu hướng tình dục ở Connecticut.
Sau khi kết thúc nhiệm kỳ, ông nhận công việc giám đốc lập pháp với Chiến dịch Nhân quyền. Sau đó, ông được bổ nhiệm làm giám đốc điều hành của Liên đoàn Tự do Dân sự Connecticut năm 1995.